# Meine Liebe – Elektra
Der ungarische Spielfilm Meine Liebe – Elektra (ungarischer Originaltitel: Szerelmem, Elektra) von Miklós Jancsó aus dem Jahr 1974 besteht bei einer Spieldauer von 70 Minuten aus lediglich zwölf Einstellungen, sogenannten Plansequenzen. Berichtet wird von einer mythisch-archaischen, zeremoniellen Welt, in der Unterdrückte gegen einen Tyrannen aufbegehren. Die Erzählung beruht auf einem Stück von László Gyurkó, das in den fünf Jahren vor der Entstehung des Films laufend in Budapest aufgeführt wurde, und das wiederum auf die antike Sage von Elektra zurückgeht. Nach den Worten des marxistischen Regisseurs ist der Film ein verfilmtes Volksmärchen und eine „Parabel der Vorstellung, dass ein Revolutionär sich laufend erneuern muss.“ Jancsó fand, das Stück befasse sich mit Problemen, die sich „vor nicht allzu langer Zeit“ in Ungarn gleichermaßen gestellt hätten. Das Ende der Sage änderte er ab, weil er fand, dass das Volk für die Tyrannei nicht zur Verantwortung zu ziehen sei. Der Streifen lief im Wettbewerb von Cannes 1975.

## Handlung
Elektra wird vom Tyrannen Aigisthos unterdrückt, der ihren Vater ermordet hat. Sie ist erfüllt vom Verlangen, Aigisthos zu stürzen, sowie all jene, die auf welche Weise auch immer zum Erhalt der Tyrannei beitragen. Um Elektra zu demütigen, zwingt Aigisthos sie zur Heirat mit einem Zwerg. Elektras Bruder Orestes kehrt aus der Fremde zurück. Die Geschwister lehnen sich zusammen mit dem Volk gegen den Tyrannen auf. Sie fangen Aighistos mit einem Netz ein, quälen ihn und er wird erschossen. Ein roter Helikopter landet, in den Elektra und Orestes steigen und der sie davonträgt.

## Dreh der Plansequenzen
Dass der Film aus nur zwölf Plansequenzen besteht, hatte Auswirkungen auf die Dreharbeiten. Die Handlung ist örtlich und zeitlich nicht festgelegt, es könnte ebenso das mittelalterliche Ungarn sein wie das antike Griechenland, von Koautor Gyula Hernádi als „ungefähr nomadisch-agrikulturell mystisch“ umschrieben. Drehort war die Puszta in der Nähe von Kunszentmiklós. Nach einem Blitzeinschlag brannten Strohdächer der Kulissen ab. Zu den visuellen Elementen gehören Reihen von nackten Bauernmädchen, die in der Landschaft stehen. Jeden Tag wurden 500 Statisten aus Budapest mit einem Sonderzug und in Bussen an den Drehort gebracht. Obwohl Überzeit nicht entschädigt wurde, verdienten sie dabei besser als in den Fabriken oder Läden. Oft nutzte Jancsó den ganzen Drehtag zum Proben, das eigentliche Drehen (auf Kodak-Material) nahm aber vergleichsweise wenig Zeit ein. Die meisten Plansequenzen wurden vier bis fünf Mal aufgenommen. Die Dialoge der Darsteller wurden nachträglich synchrongesprochen; für den Schnitt benötigte man gerade einen Tag.

## Bewertungen
In Sight & Sound stellte Peter Day 1975 fest, einmal mehr plädiere Jancsó für eine gewaltsame Revolution als Mittel zur Befreiung einer unterdrückten Gesellschaft. Zwar könne man Jancsó vorwerfen, Themen und Formen seiner vorherigen Filme zu wiederholen, doch wie immer sei auch dieser Film eine schöne visuelle Erfahrung. „Vertraut, ja, aber schillernd und stark verfeinert.“ Erwähnung fand die „virtuose“ Kameraarbeit, wobei sich die Kran- und Schienenfahrten, das Zoomen und Schwenken geschmeidiger denn je ineinanderfügten. Der Le-Monde-Kritiker Jean de Baroncelli urteilte im selben Jahr: „Mit der Entwicklung der politisch-mythischen Fabel verliert Jancsós Inszenierung, wie zu dickes Blut, ihr Fließvermögen. Unter dem Gewicht theatralischer Referenzen und den blühenden Symbolen, deren Üppigkeit letztlich alles erstickt, schwächt sich die Erzählung ab und geht in einem Manierismus unter, der zum Lachen reizt.“
Daneben stehen zwei Wertungen in Büchern über das ungarische Kino. Burns (1996) nannte Meine Liebe – Elektra eines der besten Werke Jancsós und eine der gelungensten Verarbeitungen antiker Legenden. Am eindrücklichsten sei das flüssige Ballett der Darsteller wie der Kamera. Überall sehe man Zeichen von Erfindungskraft und Spürsinn, der rote Hubschrauber als Symbol marxistischer Utopie sei ein „herrlicher Coup de théâtre, der das Publikum so freudig optimistisch machen könnte wie die Bauern“. Laut Cunningham (2004) kann man Elektra als die Quintessenz des Jancsó der 1970er Jahre bezeichnen.